# Chaima Benadouda
Chaima Benadouda, née le 17 décembre 2003, est une escrimeuse algérienne.

## Carrière
Chaima Benadouda est médaillée de bronze en sabre par équipes aux Championnats d'Afrique d'escrime 2018 à Tunis ainsi qu'aux Championnats d'Afrique d'escrime 2019 à Bamako.
Aux Championnats d'Afrique d'escrime 2025 à Lagos, elle est médaillée de bronze en sabre individuel et médaillée d'argent en sabre par équipes.